# Sestra Akvinela
Sestra Akvinela vlastním jménem Ludmila Loskotová (17. června 1923, Vřesník (Želiv) – 10. listopadu 2007, Praha) byla česká řeholnice a zakladatelka Domova svaté Rodiny.

## Život
Narodila se v rodině, která měla celkem devět dětí. Se školskými sestrami de Notre Dame se nejprve seznámila v Humpolci a v Horažďovicích, kam chodila do školy. Do noviciátu Kongregace Školských sester de Notre Dame vstoupila v roce 1944 (tj. v 21 letech) a přijala jméno Akvinela. Členky kongregace dále používají jméno Marie ke cti Matky Ježíše, tj. celkové jméno se píše zkratkou jako S.M. Akvinela atd.; jméno Akvinela je odvozeno od svatého Tomáše Akvinského.
Krátce učila jako učitelka v mateřské škole v Poděbradech, od roku 1946 do roku 1950, kdy režim provedl vystěhování všech řeholnic zejména do pohraničí a místo práce ve školách a nemocnicích je převedl do práce v továrnách a v zemědělství. Sestra Akvinela tak byla odvezena do Broumova a pracovala v blízkých továrnách např. v Polici nad Metují. Vzhledem k náročným podmínkám onemocněla tuberkulózou a tak byla přesunuta na lehčí práci do Oseku u Duchova, kde pracovala na vyšívání chrámových rouch.
V roce 1960 byla opět přesunuta do obce Horní Poustevna, kde stát zřídil ústavy sociální péče pro mentálně a fyzicky postižené děti. Tento ústav se staral o postižené děti z Prahy, blíže nebylo možné umístit tyto děti a rodiče proto museli dojíždět přes sto kilometrů, případně jim byl poskytnut autobus na návštěvu z Prahy. Sestra Akvinela pracovala jako vrchní sestra. V roce 1988 (tj. v 65 letech) odešla sestra Akvinela z Horní Poustevny (okres Děčín) ke svým starším spolusestrám do tzv. Charitního domova pro řeholnice v Oseku u Duchcova, kde také pracovala jako zdravotní sestra.
Po roce 1989 se na Kongregaci školských sester de Notre Dame obrátili rodiče postižených dětí z Prahy, kteří chtěli umístit své postižené děti co nejblíže svého bydliště. Žádali Českou katolickou charitu, aby zřídila nějaký domov přímo v Praze. Sestra provinciální rozhodla a pověřila tímto úkolem sestru Akvinelu. V srpnu 1990 získala zrušené jesle v Praze 6 na Petřinách. Dne 7. října 1991 se otevřel první Domov svaté Rodiny.
Kapacita prvního Domova nestačila velkému zájmu o umístění, a tak byl v roce 2000 rozšířen Domov svaté Rodiny o druhý dům – bývalou libockou školu v Praze 6. Řízení Domova předala v roce 2002, ale dále působila v Nadaci sestry Akvinely, která podporuje a přispívá na činnost Domova svaté Rodiny.
Marie Akvinela Ludmila Loskotová zemřela v klášteře v Praze-Krči 10. listopadu 2007. Zádušní mše se konala 16. listopadu 2007 v bazilice sv. Petra a Pavla na Vyšehradě. Mši sloužil biskup Karel Herbst za účasti mnoha dalších kněží. Její tělo bylo uloženo do hrobu sester na vyšehradském hřbitově.

## Ocenění

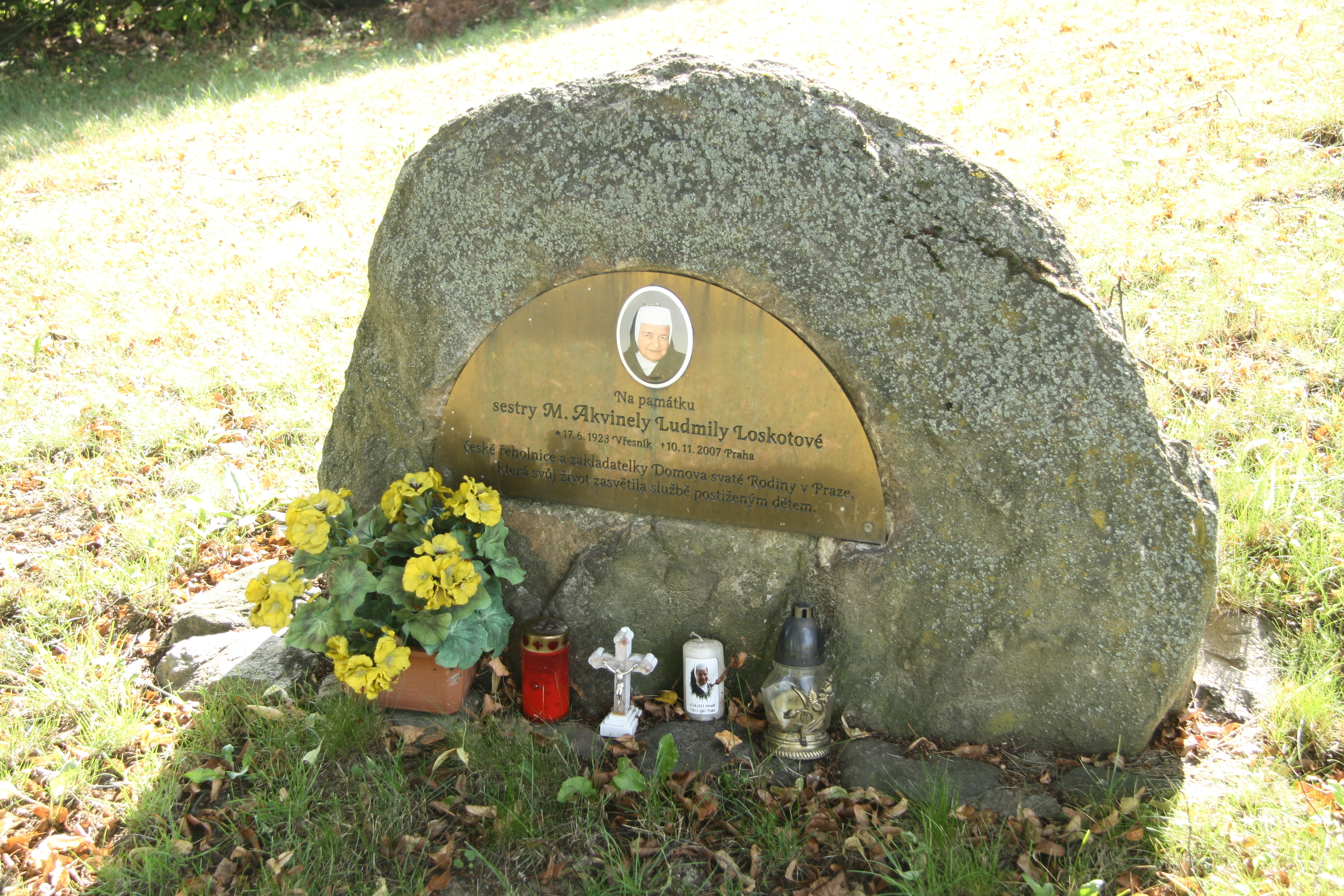
Památník sestry Akvinely v rodném Vřesníku

S. M. Akvinele Loskotové byla dne 28. října 2000 udělena Medaile Za zásluhy o Českou republiku, toto státní vyznamenání jí předal prezident Václav Havel. Dne 3. září 2003 jí bylo uděleno také čestné občanství Prahy 6.
O sestře Akvinele byl roce 2002 natočila krátký dokument „Zlatá nit sestry Akvinely“ režisérka Marie Šandová.